# Hongō-kan
Hongō-kan (本郷館) est une résidence étudiante construite en 1905 (Ère Meiji) situé au 6-20-3 du quartier de Hongō de l'arrondissement Bunkyō à Tokyo. Elle a la particularité d'être entièrement en bois et sur plusieurs étages. La résidence comprend 70 chambres.

## Histoire
L'immeuble, en forme de L, a survécu au grand tremblement de terre du Kanto et aux raids aériens de la seconde guerre mondiale. L'université de Tokyo est à 200 mètres du bâtiment. En 1916, le bâtiment est utilisé par l'Ecole Normale Supérieure de Tokyo pour les femmes (maintenant Université pour femmes d'Ochanomizu). En 1919 (Ère Taishō), le bâtiment est utilisé comme une pension de famille.
Un projet de construction et démolition du bâtiment fut annoncé en 2007. Il est interdit cependant de le visiter afin que les habitants actuels gardent toute leur sérénité. Au cours de ces dernières années, la résidence Hongō a attiré ceux qui voulaient habiter dans un logement musée.
La destruction du bâtiment a finalement débuté le 1er août 2011. Les habitants qui s'étaient organisés pour défendre le bâtiment ont tenu une exposition contenant dessins et photographies du lieu.